# احمد رضوی
سیداحمد رضوی (۱۲۸۵ ه‍.ش در کرمان) استاد دانشگاه و نایب رئیس مجلس دوره هفدهم، عضو هیئت مؤسس جبهه ملی ایران و از همراهان محمد مصدق بود.

## زندگی‌نامه
مهندس سیداحمد رضوی تحصیلات مقدماتی را در کرمان و تهران به پایان رساند. سپس برای تحصیلات عالیه به خارج از کشور رفت. او با اخذ درجه دکترای مهندسی از فرانسه به کشور بازگشت و با سمت دانشیاری به تدریس در دانشکده فنی دانشگاه تهران پرداخت.

## فعالیت سیاسی
احمد رضوی از زمره نخستین افرادی بود که به عنوان هیئت مؤسس برای تشکیل حزب توده دعوت گردید و در اولین جلسه تشکیل حزب توده نیز شرکت کرد ولی با توجه به نوع موضع‌گیری‌های افراد حاضر در جلسه پس از آن دیگر در جلسات حزب توده شرکت نکرده و عضویت در حزب توده را رد نمود.
او در ادامه فعالیتهای سیاسی گروهی به حزب ایران پیوست و در مجلس پانزدهم با حمایت حزب دموکرات ایران قوام از کرمان به مجلس شورای ملی راه یافت و در سال ۱۳۲۷ طی نطق جنجالی و پر سر و صدایی به شدت از وضع فساد ارتش و اوضاع نابسامان کشور انتقاد کرد. تا جایی که ساعد نخست‌وزیر وقت گفته بود: «تأثیر نطق پر مغز مهندس رضوی برای کشور از یک صد هزار قشون بیشتر بود»
مهندس رضوی در سال ۱۳۲۸ به جبههٔ ملی پیوست و در زمرهٔ همکاران محمد مصدق قرار گرفت و بعد هم به نمایندگی مجلس و سمت نایب رئیس مجلس رسید و قاطعانه از دولت حمایت می‌کرد. به خصوص با توجه به عدم حضور کاشانی در مجلس در اکثر اوقات او ریاست مجلس را برعهده داشت و بعدها هم در حمایت از محمد مصدق استعفا داد.

## کودتای ۲۸ مرداد
مهندس رضوی در زمان کودتای ۲۸ مرداد همراه محمد مصدق بود و پس از تسلیم خود به مقامات نظامی باز هم بر افتخار آمیز بودن خدمات «مصدق» و وفاداری خود نسبت به او تأکید کرد.

## زندان
پس از دستگیری، جلسات محاکمه احمد رضوی به همراه علی شایگان و حسین فاطمی در دادگاه نظامی برگزار شد. این جلسات روز هفتم مهر ۱۳۳۳ آغاز و در هجدهم همان ماه به پایان رسید. حسین فاطمی محکوم به اعدام شد و رضوی و شایگان هر یک به حبس ابد محکوم شدند. روز ششم آبان ۱۳۳۳، دادگاه تجدیدنظر حکم اعدام حسین فاطمی را تأیید کرد و احکام مربوط به رضوی و شایگان را به ده سال زندان کاهش داد.

## درگذشت
پس از آزادی از زندان کرسی استادی دانشگاه را از مهندس رضوی گرفتند. او سرانجام در سال ۱۳۵۰ در اثر تصادف رانندگی در پاریس درگذشت و در پرلاشز -پاریس به خاک سپرده شد.

## خاطرهٔ باستانی پاریزی از مهندس احمد رضوی
باستانی پاریزی در خصوص مهندس رضوی این خاطره را نقل می‌کند:
از چند نفر آدمی که نزدیک به چهل سال پیش، «برای سعادت ملت ایران» پیشنهاد ملی شدن نفت را به مجلس داده‌اند، یک نفر آن کرمانی است.
باز یکی از کسانی که به جرم هواداری مصدق به زندان افتاد و محکوم به ده سال زندان شد کرمانی بوده و حبیب یغمایی شعری برای استخلاص او سروده:
مگر این سید جلیل القدر - زادهٔ خسرو خراسان نیست؟
شعر را توسط علاء به شاه رساند و عفو او را گرفت و آن سید جلیل القدر که مهندس سید احمد رضوی باشد، به محض آن که پا از ایران خارج گذاشت، در فرودگاه آتن که هواپیما برای سوخت‌گیری نشسته بود، به مخبرین جراید گفت: ایران باید جمهوری شود و هنوز طنین این صدا از رادیوهای خارجی در گوش مردم ایران بود که اتومبیل مهندس رضوی در حوالی مرز فرانسه و بلژیک به تیر چراغ برق _ با یک درخت _ درست نمی‌دانم، تصادف کرد و مهندس آناً در گذشت و جسد او را آوردند و در پرلاشز کنار قبر صادق هدایت دفن کردند، در واقع او نیز جزء اولین‌ها بود که قدرت مطلقه بعد از کودتا را زیر سؤال قرار داد. 